# Corbelin
Corbelin este o comună în departamentul Isère din sud-estul Franței. În 2009 avea o populație de 2.089 de locuitori.

## Evoluția populației
| An        | 1975  | 1982  | 1990  | 1999  | 2006  | 2009  |
| --------- | ----- | ----- | ----- | ----- | ----- | ----- |
| Populație | 1.612 | 1.723 | 1.799 | 1.752 | 2.021 | 2.089 |

## Personalități născute aici
- François Guiguet (1860 - 1937), pictor.